# Opération Sunrise (guerre du Vietnam)
 (avril 2025).
Si vous disposez d'ouvrages ou d'articles de référence ou si vous connaissez des sites web de qualité traitant du thème abordé ici, merci de compléter l'article en donnant les références utiles à sa vérifiabilité et en les liant à la section « Notes et références ».
Guerre du Viêt Nam
Batailles
L’opération Sunrise est l'une des phases de la contre-offensive menée par l'ARVN contre le Việt Cộng du 22 mars au 30 avril 1962 au début de la guerre du Viêt Nam.

## Déroulement
Menée dans la région de Ben Cat située dans la province de Bình Dương (56,3 km au nord de Saïgon), elle s'inscrit dans le cadre du programme de repeuplement mené par le gouvernement du Sud, visant à déplacer les populations rurales de leurs terres ancestrales dans des villages fortifiés défendus par des milices loyales au Sud-Viêt Nam. Cependant, plus de 50 de ces hameaux ont été infiltrés par le Việt Cộng et les chefs de village ont été tués par la guérilla communiste.
Par conséquent, le président Ngô Đình Diệm a ordonné des bombardements contre les villages présumément infiltrés par le Việt Cộng. Les frappes aériennes de l'Armée de l'Air du Sud ont été soutenus et épaulés par les pilotes américains. Après les raids, les forces sudistes purent investir les villages. Bien que des dizaines de Việt Cộng aient été tués, l'opération engendra des pertes civiles, érodant ainsi le soutien populaire pour Diem et aboutissant à l'hostilité croissante des autochtones contre les États-Unis.